# Manukau
Manukau è una città dell'area metropolitana di Auckland, oltre ad essere il capoluogo dell'omonima autorità territoriale della Nuova Zelanda che si trova entro i confini della regione di Auckland, nell'Isola del Nord. È la terza più popolosa città neozelandese.
Il nome Manukau ha origini Māori e con ogni probabilità significa "trampolieri", anche se è stato suggerito che il nome della baia da cui prende nome la città fosse anticamente Manuka, un albero endemico della Nuova Zelanda.
L'Autorità territoriale di Manukau è stata dapprima creata unendo le contee di Manukau e Manurewa nel 1965, e poi espansa con la riorganizzazione di tutte le amministrazioni locali neozelandesi nel 1989 (nel caso specifico vennero incluse anche le città di Papatoetoe e Howick, anche se nello stesso tempo alcuni territori vennero assegnati al Distretto di Papakura).

## Geografia fisica
L'area su cui si estende Manukau si trova immediatamente a sud dell'istmo di Otahuhu, un sobborgo di Auckland, una strettissima striscia di territorio che unisce il Northland al resto dell'Isola del Nord. Nel suo punto più stretto, infatti, l'istmo è largo appena 1.500 metri.
A nord l'autorità territoriale di Manukau si affaccia sul Golfo di Hauraki; mentre l'urbanizzazione è concentrata ad ovest, nella sua parte orientale si possono ancora trovare aree rurali e semi-rurali. A sud si trovano i distretti di Papakura e Franklin, meno urbanizzati ma che fanno anch'essi parte della regione di Auckland e in gran parte considerati parte integrante dell'area metropolitana.
A ovest di Manukau, a Mangere, si trova l'aeroporto internazionale di Auckland.

## Popolazione
Prima della già citata riorganizzazione del 1989, per alcuni anni Manukau è stata la città più popolosa della Nuova Zelanda, così come il suo distretto.
Come la maggior parte della regione, Manukau è etnicamente composita, ospitando numerose culture come quella europea, Maori, polinesiana ed asiatica, recentemente in forte crescita. Rispetto agli standard neozelandesi, Manukau ha una densità di popolazione molto elevata.

## Amministrazione

### Gemellaggi
Manukau è gemellata con:
- Utsunomiya, Giappone